# Catherine Ingesdotter
Catherine Ingesdotter de Suède (suédois: Katarina Ingesdotter) est une princesse suédoise du Moyen Âge qui épouse le prince Björn Jernsida de Danemark.

## Biographie
Catherine est la fille du roi de Suède Inge l'Ancien et de son épouse Helena. Elle est la sœur de Christine Ingesdotter et de Margrete Fredkulla ; elle est la plus jeune des trois filles du couple royal. Sa sœur Christine se marie dans la décennie 1090, et son autre sœur Margrete en 1101. Catherine qui devait avoir à peu près le même âge que son futur époux doit dans ce contexte être née vers 1100. 
Le roi Inge, père de Catherine meurt en 1110, et il a comme successeur ses deux neveux Inge II le Jeune et Philippe de Suède. À l'époque du décès de son père, Catherine devait être encore une enfant. Sa mère veuve se retire alors à l'abbaye de Vreta. Sa sœur aînée, Christina, vit dans le Rus' de Kiev, et est considérée en Suède comme établie trop loin pour obtenir une part de l'héritage paternel. Son autre sœur  Margarette veuve du roi Magnus III de Norvège est remariée à cette époque au roi Niels de Danemark. On sait que Margrete intervient lors de l'établissement de sa nièce Ingrid au Danemark où elle épouse Harald Kesja et de son autre nièce Ingeborg également au Danemark où elle épouse Knud Lavard.  Catherine n'est pas mentionnée lors de ces transactions, mais comme seule fille célibataire du roi Inge vivant en Suède, elle est considérée comme une de ses héritières.

## Union et postérité
Selon la Knýtlinga saga, Catherine épouse un prince danois Björn Jernsida, fils de Harald Kesja. Un seul enfant naît de cette union, leur fille Christina, future reine de Suède qui doit être née aux alentours de l'année 1122.  
En 1134, l'époux de Catherine se range au côté d'Éric II Emune lors de la guerre de succession au trône du Danemark, mais il est tué la même année. Leur fille Christine Björnsdotter est réputée avoir épousé le futur roi de Suède Éric Jedvardsson dans la décennie 1140.